# Сарми
Сарми (индон. Sarmi) — округ, административная единица индонезийской провинции Папуа. Столицей округа является одноименный город. В округе Сарми находятся 10 районов: Сарми, Сарми Тимур, Сарми Селатан, Пантаи Барат, Пантаи Тимур, Пантаи Тимур Барат, Бонгго, Бонгго Тимур, Тор Атас, Апавер Хулу. Губернатор округа Сарми — Эдуард Фонтаба.
Название представляет акроним, образованный еще в период нидерландской колонизации этой территории по первым буквам проживающих здесь папуасских народностей — собей, армати, румбуаи, манирем и исирава.